# مذبحة مارغريتا بيلين

وقعت مذبحة مارغريتا بيلين أثناء الحرب القذرة في الأرجنتين. وتضمنت هذه المذبحة ممارسة أعمال التعذيب والإعدام على 22 من أنصار حركة مونتونيروس، حيث تم قتل البعض منهم بعد استسلامهم وطرح أسلحتهم بالقرب من بلدة مارغريتا بيلين، بـ محافظة شاكو، يوم 13 ديسمبر 1976، في إطار عملية مشتركة قام بها الجيش الأرجنتيني وشرطة مقاطعة شاكو. ويُذكر أن إحدى ضحايا هذه المذبحة، نيستور كارلوس سالاس، كان زعيم حركة مونتونيروس وشارك في عدد من عمليات حرب العصابات. وكان يحكم الأرجنتين في هذا الوقت حركة عملية إعادة التنظيم الوطنية.
لقد كانت هذه المذبحة واحدة ضمن العديد من الحوادث المدرجة في سجل محاكمات أعضاء المجلس العسكري عام 1985، بعد مرور عامين على انتهاء فترة الحكم الاستبدادي. وفي إطار ذلك، حكمت دائرة المحكمة الاتحادية ببوينس آيرس بإدانة القائد العسكري خورخه فيديلا لارتكابه جرائم القتل. كذلك، أصدرت دوائر المحكمة الاتحادية بـ روساريو وبارانا حكمها بإدانة كريستينو نيكولايدس، والقائد العسكري ليوبولدو جالتييرى ورئيس شرطة مقاطعة سانتا في وينسيسلا كونيكويل.
كما وُجهت اتهامات لـ ريكاردو برينزوني، الأمين العام بمحافظة شاكو العسكرية خلال فترة الحكم الاستبدادي، ورئيس أركان الجيش من عام 1999 إلى 2003، في إطار مسؤوليته عن تلك المذبحة.

## مذبحة 13 ديسمبر 1976
لقد كان معظم السجناء من أتباع تنظيم مونتونيروس. وقد تم احتجاز البعض منهم قانونيًا بوحدة السجون #7 في ريسيستينسيا، شاكو، في حين تم جلب آخرين من سجون بـ محافظة ميسيونس؛ في 12 ديسمبر، وأُخذوا جميعًا إلى مقرات شرطة ريسيستينسيا، حيث تعرضوا هناك للتعذيب والحبس في زنزانات فردية. وفي أثناء الليل، يُقال أنهم تلقوا أمرًا عسكريًا بنقل السجناء إلى سجن آخر في فورموزا. وأخذ الجيش السجناء بعيدًا وقادوا بهم على طول الطريق الوطني 11 في مركبتين ترافقهما سيارة الشرطة. وفي مكان معين بالقرب من بلدة مارغريتا بيلين، تم إطلاق النار على السجناء وتحميل جثثهم في عدة مركبات. وقبل ذلك، بحسب أحد أفراد الشرطة، تعرضت السجينات للاغتصاب وتم إخصاء ثلاث سجناء، إلى جانب عمليات التعذيب التي كانوا يتعرضون لها. ثم نقلت عشر جثث إلى مقبرة ريسيستينسيا، وهناك دفنوا في مقابر كانت معدة مسبقًا.
أما بالنسبة لرواية الجيش الرسمية فتفيد بأن القافلة تعرضت لهجوم على الطريق، ولقي ما لا يقل عن خمسة سجناء حتفهم في عملية إطلاق النار التي تلت الهجوم، في حين تمكن بقية السجناء من الفرار. ويُقال أن زابتا زونيس كان أحد أتباع تنظيم مونتونيروس والذي تمكن من الفرار أثناء عملية تبادل إطلاق النار، بحسب رواية الجيش لهذه الأحداث. وفي نفس الوقت، تشير النيابة العامة إلى أن رواية الجيش للأحداث ما هي إلا محاولة للتستر، لجأ إليها الجيش لإخفاء عمليات الإعدام غير القانونية، وأكدت النيابة أن تلك الممارسات كانت شائعة الحدوث أثناء الحرب القذرة. يُعتقد أن المذبحة، التي أمر بها الكولونيل في ذلك الوقت كريستينو نيكولايدس، جاءت ردًا على الهجوم على فوج المشاة الجبلي التاسع والعشرين بفورموزا، والذي نفذه رجال العصابات بتنظيم مونتونيروس في 5 أكتوبر 1975 وأودى بحياة 14 جنديًا. ويؤكد محامي الدفاع إدواردو سينفورينو، أن ثمانية مساجين وهم: نستور كارلوس سالاس، ورينالدو زاباتا سونيز، وكارلوس ألبرتو ساموديو، ولويس ألبرتو دياز، وماريو كويفاس، وباتريسيو بلاس تيرنو ومانويل بارودي أوكامبو في حقيقة الأمر قد قتلوا أثناء هروبهم في أثناء عملية تبادل إطلاق النار مع مقاتلين تم إرسالهم لإنقاذهم.

## محاكمة أعضاء المجلس العسكري عام 1985
لقد كانت هذه المذبحة واحدة ضمن العديد من الحوادث المدرجة في سجل محاكمات أعضاء المجلس العسكري عام 1985، بعد مرور عامين على انتهاء فترة الحكم الاستبدادي. وذكرت دائرة المحكمة الاتحادية أن الرواية الرسمية للقصة أمرٌ يصعب تصديقه وبالتالي حكمت بإدانة القائد العسكري خورخه فيدلا لارتكابه جرائم القتل. كذلك، أصدرت دوائر المحكمة الاتحادية بروساريو وبارانا حكمها بإدانة كريستينو نيكولايدس، والقائد العسكري ليوبولدو جالتييرى ورئيس شرطة مقاطعة سانتا في وينسيسلا كونيكويل.

## وصلات خارجية
- Report about the massacre, prepared by the Chamber of Deputies of Chaco.
- Links about the massacre.